# عباد بن بشر
عباد بن بشر بن وقش (المتوفي سنة 12 هـ) صحابي من الأنصار من بني عبد الأشهل، أسلم على يد مصعب بن عمير، وشهد مع النبي محمد ﷺ الغزوات كلها، وشارك بعد وفاة النبي محمد ﷺ في حروب الردة، استشهد في معركة اليمامة.

## نسبه
عباد بن بشر بن وقش بن زغبة بن زعوراء بن عبد الأشهل بن جشم بن الحارث بن الخزرج بن عمرو بن مالك بن الأوس.

## سيرته
أسلم عباد بن بشر بن وقش بن زُغبة على يد مصعب بن عمير قبل إسلام أسيد بن حضير وسعد بن معاذ. وبعد الهجرة النبوية، آخى النبي محمد بينه وبين أبي حذيفة بن عتبة بن ربيعة، كما شهد مع النبي محمد ﷺ المشاهد كلها.
أسند النبي محمد ﷺ لعباد عددًا من المهام، فكان عباد من ضمن المفرزة التي قتلت كعب بن الأشرف، كما بعثه النبي محمد ليجمع صدقات مزينة وبني سليم، وبني المصطلق أحد بطون خزاعة، وجعله النبي محمد ﷺ على قسمة غنائم غزوة حنين، كما جعله على قائدًا على حرسه في غزوة تبوك.
بعد وفاة النبي محمد ﷺ، شارك عباد في حروب الردة، وقُتل يوم اليمامة سنة 12 هـ، وعمره 45 سنة. ولعباد بن بشر رواية لحديث نبوي واحد رواه عن عبد الرحمن بن ثابت بن الصامت الأنصاري، وأورده أبو داود في فضائل الأنصار.

### وفاته بحضرموت
وفي الأوساط الحضرمية أصبح من المتواتر وصول عباد بن بشر ووفاته شهيدا فيها على يد مانعي الزكاة الذين ضربوه بهراواتهم على رأسه حتى مات في قرية اللسك أو قريبا منها ودفن بأعلى الجبل المسمى جبل الغراب. وهناك بحضرموت الشرقية تقام له زيارة سنوية تقرأ فيها مناقبه ويهتم بها في الأكثر آل الخطيب الذين ينسبون إليه. وفي الصحابة رجلان كلاهما يسمى عباد بن بشر وكلاهما أنصاري: أحدهما قتل باليمامة والآخر قتل بحضرموت. وتمام نسب سميّه كالآتي: عباد بن بشر بن قيظي بن عمرو بن جشم بن حارثة بن الحارث بن الخزرج بن عمرو بن مالك بن الأوس.

## مكانته
قالت عائشة بنت أبي بكر زوجة النبي محمد: «ثلاثة من الأنصار لم يكن أحد يعتد عليهم فضلاً، كلهم من بني عبد الأشهل: سعد بن معاذ وعباد بن بشر وأسيد بن حضير». كما قالت: «تهجد رسول الله ﷺ في بيتي، فسمع صوت عباد بن بشر، فقال: يا عائشة، هذا صوت عباد بن بشر؟ قلت: نعم. قال: اللهم اغفر له». وروى أنس بن مالك أن عباد بن بشر وأسيد بن حضير خرجا من عند النبي محمد في ليلة مظلمة، فأضاءت عصا أحدهما، فلما افترقا أضاءت عصا كل واحد منهما.